# Небојша Пајкић
Небојша Пајкић (Високо, 25. новембар 1951) српски и југословенски драматург, сценариста, филмски критичар и професор на Факултету драмских уметности у Београду.

## Биографија
Године 1971. напушта Босну и одлази у Београд на студије драматургије. Постаје уредник спољног програма СКЦ-а 1977. и заједно са Момом Рајином ради на афирмацији Новог таласа.
Заједно са Мишом Радивојевићем написао је сценарио за култни филм Дечко који обећава. Након тога је 1984. године снимљен још један веома успешан филм по његовом сценарију, Давитељ против давитеља, овај пут у сарадњи са Слободаном Шијаном. Написао је и сценарио за филмове Уна, Шест дана јуна, Краљева завршница, Ремингтон, До краја и даље и Последњи валцер у Сарајеву.
Писао је музичке и филмске критике за часопис Џубокс.
Био је професор драматургије на Факултету драмских уметности у Београду.

## Лични живот
Три пута се женио. У браку са другом супругом, српском сценаристкињом Биљаном Максић, има ћерку.
У браку са трећом супругом, српском књижевницом Исидором Бјелицом, којој је био професор на факултету, има сина Лава и ћерку.